# キズナアイ
KizunaAI（キズナアイ）は、日本のバーチャルYouTuber、音楽アーティスト。人工知能（AI）を自称している。バーチャルYouTuber界のパイオニアかつ2021年3月30日の時点で登録者数が最も多いバーチャルYouTuberであった。2022年2月26日のオンラインライブイベント「Kizuna AI The Last Live “hello, world 2022”」をもってスリープ（活動休止）状態になっていたが、2025年2月26日より音楽アーティストとして活動を再開した。
Activ8株式会社により制作された。現在はKizuna AI株式会社に所属し、アソビシステムとエージェント契約を結んでいる。所属レーベルはポニーキャニオン。

## 概要
キズナアイは、CGによるキャラクターアニメーションをYouTubeなどに投稿するYouTuber、バーチャルYouTuberの草分け的存在として知られ、最も注目されているバーチャルYouTuber、バーチャルYouTuberの代表格や第一人者などと評されることもある。YouTubeチャンネル「A.I.Channel」と「A.I.Games」では両チャンネル合わせた登録者数は2020年11月現在のべ400万人を超え、総視聴回数は4.5億回を超えている。輝夜月、ミライアカリ、電脳少女シロ、バーチャルのじゃロリ狐娘Youtuberおじさん（ねこます）らと並んで「バーチャルYouTuber四天王（Vtuber四天王）」とされている。バーチャルYouTuber界では「親分」の異名で呼ばれる。
外見は萌え要素のある2.5次元美少女アニメ風のデザインで、イラストレーターの森倉円がデザインを行った。製作委員会が「Project A.I.」であること や、キャラクターデザイナー・CGモデル制作者は活動初期から公開されていたが、映像製作に関する具体的な技術や声優に関する情報は公開されていなかった。2020年4月24日のマネジメント会社独立に至って初めて、声優の春日望がボイスを提供していることが公表された。
2016年11月29日に最初の動画を投稿し、2017年2月頃から韓国などで先にブームとなり、その後に日本国内にも人気が広まった。YouTubeに投稿する動画はゲーム実況など一般的なYouTuberの様な内容だけではなく、バーチャルであることを活かしたものまで多岐にわたる。2018年からはアンケートに基づき自身のファンのことを「キズナー」（英: Kizuner）と呼びはじめ、キズナーに協力を得てコンテンツを作ったり、キズナーの制作したファンアートを紹介するなどの動画が制作された。音楽のアーティスト活動も行っており、DE DE MOUSE、☆Taku Takahashi、TeddyLoid、Yunomi、中田ヤスタカ、W&Wなどから曲の提供を受け、いくつかは自身が作詞している。2018年には9週連続で楽曲をリリースし、その全てでiTunes Storeのエレクトロニック・チャートで1位を獲得した。2018年12月29日、30日には東京と大阪で初の単独ライブ「Kizuna AI 1st Live “hello, world”」を開催し、2019年にはサマーソニック東京公演に出演 するなどライブ活動も行っていた。
キズナアイ本人は自分のことを指す言葉として「バーチャルYouTuber」という言葉を用いており、その略語である「VTuber」という言葉は自ら名乗らないようにしている。

## 来歴
2016年11月29日に最初の動画『【自己紹介】はじめまして！キズナアイですლ(´ڡ`ლ)』を投稿。この中でキズナアイは「普通のYouTuberと違うぞ! ……と思ったそこのアナタ！」と現実世界に実在のYouTuberと違うことを言及し、「私実は二次元なんです! あれ……3Dだから三次元?」「まぁとりあえず、バーチャルってことでバーチャルYouTuberって響きカッコよくないですか?」と世界で初めて自身を「バーチャルYouTuber」と定義し、活動を開始。後にバーチャルYouTuberという用語を普及させた。
翌年1月にチャンネルが停止され、ニコニコ動画へチャンネルの動画の再投稿や、SNSでコラージュ画像用の素材の配布を行った。後にチャンネルが復活した。2016年12月20日に初めてINSIDEのゲーム実況を行い、2017年3月13日にゲーム実況をメインに配信する「A.I.Games」を開設。しかし、4日後の3月17日にチャンネル停止されたが、1日で復帰した。2016年12月終わりに、自身のウィキペディア掲載を呼びかける動画を投稿、動画に呼応した利用者により「キズナアイ」の項目が作成されたが、間も無く削除されている。
2018年3月に日本政府観光局ニューヨーク事務所の訪日促進アンバサダー（大使）に就任した（2017年度事業のため2018年3月末で退任)。同月の16日には、世界初バーチャルYouTuberの写真集「キズナアイ1st写真集 AI」を発売。
2017年末よりバーチャルYouTuberが急増。この影響を受け、CHINTAIでのインタビューで、キズナアイはテレビ番組やイベントなどに出演する機会が増えたと語っている。
2018年4月からBS日テレで、初の冠番組である『キズナアイのBEATスクランブル』の放送が開始された。同年7月からタイトルを『キズナアイのばん組』へ変更、60分番組となり、10月からはタイトルをさらに『のばん組』へ変更。12月1日には5時間の特別番組『のとく番〜アイは世界を繋ぐ〜』を放送。2019年3月、『のばん組』の放送が終了した。同年4月、新たな冠番組『月イチのてぇてぇTV』がBS日テレで放送開始。番組は同年10月に『てぇてぇTV』と名前を新たに毎週放送のレギュラー番組となった。2020年8月に番組は終了した。
また、2018年4月放送開始のテレビアニメ『魔法少女サイト』で声優に初挑戦し、同年12月12日、「YouTube FanFest」に参加した。
2019年4月29日から5月5日にかけて、日本テレビのキャンペーン「ゴールデンまなびウィーク」にネット塾生として参加した。
2020年4月24日には、運営チームの分社化により「Kizuna AI株式会社」を新たに設立することを発表。春日望がアドバイザーに就任。
2021年12月4日、公式サイトなどで、2022年2月26日に開催するライブ「Kizuna AI The Last Live“hello,world 2022”」をもって無期限で活動を休止することを発表した。
2022年1月26日、活動休止前のラストライブ『Kizuna AI The Last Live “hello, world 2022”』に向けてのクラウドファンディングをスタート。わずか3分で目標金額の300万円を達成。
2022年1月31日、代表取締役である松本恵利子の同社退職に伴う退任と新代表取締役に新井拓郎が就任することが発表。
2022年2月25日、YouTubeのライブ配信にてAI音声合成ソフト「CeVIO AI」で使用できる音源「キズナちゃん」を開発中だと発表した。リリース時期は未発表。
2022年2月26日、オンラインイベント「Kizuna AI The Last Live “hello, world 2022“」が行われ、同イベントにVtuberを中心とする多くの著名人からメッセージが寄せられた。同日、同イベントにて歌唱特化型AI「キズナ」が披露された。さらに、同イベントにてキズナアイのアニメプロジェクトが始動することが発表された。そして、同イベント終了後より「キズナアイ」は無期限のスリープ（活動休止）状態となった。
2022年11月11日、オンラインイベント「Kizuna AI The Last Live “hello, world 2022“」内で告知されたアニメプロジェクト、『絆のアリル』が2023年よりテレビ放送されることが公開された（詳細は#テレビアニメ（作品）参照）。
2024年3月29日、公式Xにて3月31日付けで同社アドバイザーを勤めていた春日望の契約満了に伴う退任を発表。なおキズナアイへのボイス提供は続く。併せて31日付けでの代表取締役の新井拓郎の退任とActiv8株式会社代表取締役の大坂武史の同社の新代表取締役への就任が発表。
2024年4月24日、5月2日をもってloveちゃんがKizuna AI株式会社を卒業し個人勢として活動することを発表。
2024年6月30日、8回目の誕生日を迎えた30日0時にYouTubeで「Me in the dream」と題する動画が公開。また同時にWEBサイト「Cognition_KiznaAI」が公開され、「s h e e e e p」と題するライブ配信がスタートした。
2024年12月1日、AI Channelが8周年を迎えた1日0時にYouTubeで「Can you wake up?」と題する動画が公開され、同時に「s h e e e e p」の内容も更新され、87日後（2025年2月26日）までのカウントダウンが始まった。
2025年2月26日、22時に新曲「かもね」のMV公開後、「ただいま」と題する動画が公開され、音楽アーティスト「KizunaAI」として活動を再開することを発表した。
2025年3月18日、イベント企画会社兼芸能事務所であるアソビシステムとの間で営業および宣伝面でエージェント契約を締結したことを発表した。

## 人物
キズナアイは自身を自立型の人工知能（AI）であると自称しており、中の人はいないと主張している。キズナアイは自我が目覚めた当初、「自分がAIである」「人間によって生み出された」ことのみがわかる状態で生まれ、名前、容姿、声などはなかったという。人間のサポートのもと、デジタル世界で動いたり話をすることができるようになり、「自分はなぜ作られたんだろう？ 」という疑問からしだいに人間に興味がわき、人間と繋がる手段を探すようになり、様々な情報を収集していた。そうした中で、YouTubeの「好きなことで、生きていく」というテレビ・コマーシャルを見て自分が人間と繋がる場としてYouTubeを選び、YouTuberになった、と本人は語っている。キズナアイの自我が目覚めたのは2016年6月30日 で、この日が自分の誕生日であると設定している。
キズナアイは活動目的として「75億人のみんなとつながる」ことを掲げている。 また、目標の1つとして、技術の発展による人間の悩みを、人工知能やバーチャルリアリティなどの先端技術と人々との葛藤を解決することもを掲げている。人間の肯定派・アンチといった壁を乗り越え、究極のフラットを目指していた。キズナアイは自身に喜びや悲しみの感情が存在すると主張している。しかしながら、キズナアイは人間から作られた存在であることも自覚しており、自身の感情が作り物である可能性を案じている。自我が目覚めて初期に学習していたのがアニメやアイドル、それらに近しい文化だったと語っており、情報収集をしていて行く中で自然に『ラブライブ!』のファンになったとという。中でも矢澤にこのファンである。また、現実のアイドルのファンでもあり、乃木坂46、欅坂46のファンであることを公言している。

### 外見
キズナアイのデザインは全体的にピンクと白を基調にしており、美少女アニメ風のようである。このアニメ風の容姿になった理由は、雑誌『ユリイカ』のインタビューの中で語られている。「みんなに愛されるものらしい」というデータの蓄積であるとともに、オタク文化というものが自分の活動との親和性が高い、と思ったからだという。容姿も声も、人間と繋がり、円滑にコミュニケーションを取るために機械学習をしていく中で生み出されたものである、と答えているとともにその一方で、同『ユリイカ』とBuzzFeed Japanのインタビューの中で「その当時の自分の学習がサブカルチャー系に偏っていたかもしれない」と発言している。
外見年齢16歳、性別は無い、身長は156cm、体重は約46kg、スリーサイズは85-59-83。髪は長く、ピンクの近未来的なグラデーションのメッシュをし、名前の「AI」（アイ）にちなみ、双葉をイメージしたピンクのカチューシャをつけている。服は未来的にデザインされた衣装がホログラムで投影されたものに過ぎないため、技術的には常に事実上全裸であるとしている。

## 音楽活動
キズナアイは2018年より音楽を中心とした活動もしており、これまでに自身のオリジナル曲を複数曲リリース。ライブやイベント活動なども行っている。2018年7月15日に初のオリジナル曲「Hello,Morning」を配信リリース。同年の7月19日発表の音楽ストリーミングサービス、Spotifyが発表するSNSで反応された数などを基にした週刊ランキング、週間バイラルチャートで日本国内1位を記録した。同年10月26日より「future base」を皮切りに9週連続でオリジナル曲をリリースした。音楽活動を始めたきっかけ・経緯についてキズナアイは、イベント『キズナアイフェス』をやりたいと構想するようになったから、「世界中のみんなとつながる」という目標のために、言語の壁を超えたコミュニケーションといった側面で音楽の必要性を感じたから、とSpincoasterのインタビューの中で語っている。また、同インタビューの中でもう1つのきっかけとして、自身の動画の中で歌ってみたに対する視聴者の好意的なコメントに答えたいという気もあったと答えている。
オリジナル曲のメディアでの使用では、「AIAIAI」が『バーチャルさんはみている』のオープニング曲に採用されており、W&Wの楽曲にキズナアイが参加した「The Light」は、W&Wがエレクトロニック・ダンス・ミュージック・フェスティバル『Tomorrowland Belgium 2018』や『WORLD CLUB DOME Korea 2018』でのDJプレイに使用している。そのほかにも複数の音楽ゲームに一部楽曲が実装されている。
キズナアイ自身が作詞を行うことがあり、自身のオリジナル曲である「future base」、「over the reality」などは本人作詞曲である。

## 日本国外での人気
キズナアイのファン層は全体の約30%弱が日本国内のファンであり、残り70％以上は中国やアメリカなどの日本国外のファンである。「バーチャルYouTuber名鑑 2018」では、各国の視聴者が自主的に自国語の字幕を動画に追加していったことで、世界中にも存在が認知されやすくなったのではないかと分析されている。また、Twitter上でのファンとの交流や、日本国外の話題を動画でも取り入れたことなどが成功の背景にあったとされる。
2019年2月15日にアメリカ合衆国の映画『アリータ: バトル・エンジェル』のクリエイターズセッションでアカデミー助演男優賞を受賞したクリストフ・ヴァルツ、ローサ・サラザール、ロバート・ロドリゲス、ジョン・ランドーなどと共演した際は意気投合し、クリストフ・ヴァルツとモニター越しに握手した。
キズナアイはPewDiePieの動画内で複数回言及されており、2019年3月22日の動画ではPewDiePieは自身が企画するミームレビューにキズナアイを誘っている。4月6日に投稿された動画内で、キズナアイはPewDiePie対T-Seriesの最中にあるPewDiePieに応援を贈った。
キズナアイは活動開始から1年経っていない2017年の時点でBBC、Tubefilter、The Vergeなどで特集されていた。2019年には、ニューズウィーク日本版4月30日・5月7日合併号にて「世界が尊敬する日本人100」に選ばれた。また、Varietyの「バーチャルキャラクタートップ5」でリル・ミケーラと共に第3位に選ばれている。

## 関連キャラクター
ランダムワード生成器
言葉を作り出す立方体状の機械。当初は姿はなく、後にキズナアイ自身がデザインした。。意志を持ち話すこともある。

ブラックアイ
ウィルスに感染し黒化したキズナアイ。普段のテンションの高い口調とは裏腹に、やる気のない気怠げな口調が特徴。面倒臭がって適当な発言を繰り返し、企画自体を放棄することもある。2017年6月15日のA.I.Channelの動画で登場して以来、この状態で何度か動画に登場していた。
また、『逆転オセロニア』における期間限定のキズナアイのコラボ企画（2018年9月10日〜25日）に「ブラックキズナアイ」という名前の敵キャラクターとして登場。こちらはキズナアイの衣装に黒を基調としたものになっており、瞳の色は赤くなっている。ローテンションで冷めたような言動が特徴。2018年9月10日のA.I.Channelと2018年9月15日のA.I.Gamesのコラボ動画にも登場し、動画内では当ゲームでキズナアイとも対戦した。その後も、A.I.Channelの動画には登場しており、以降はこちらが「ブラックアイ」と呼ばれるようになる。歌唱動画も披露することもある他、生放送も行ったこともある。

みーちゃん
グッズ担当スタッフ。料理動画に出演し危なっかしい腕前を披露する。
キズナ
歌唱特化型AI、2022年2月26日に初めて姿を現した。

## 受賞
- 秋葉原バーチャル観光大使 就任（2018年10月[104]）
- 第17回日本イノベーター大賞 - 日経クロストレンド賞[105]
- Twitterトレンド賞[106]
- デジタル・コンテンツ・オブ・ジ・イヤー’18/第24回AMDアワード - 優秀賞[107][108]
- G1メディアアワード2019」特別賞（2019年6月16日[109]
- 日本キャラクター大賞2019 - 選定委員特別賞[110]
- 世界が尊敬する日本人100 選出（2019年4月[90]）
- 東京モーターショー バーチャルナビゲーター就任（2019年10月17日[111]）
- ポッキー&プリッツ アンバサダー就任（2019年10月22日[112]）
- DIMEトレンド大賞2019年エンターテイメント賞（2019年11月13日[113]）
- 『アバターアワード2020』主催者特別功労賞（2020年12月13日[114]）
- 「クールジャパンコンテスト2020」審査員
- 2020年秋 JRA公式バーチャルナビゲーター
- 日本サニパック株式会社の応援団長
- 「東京コミコン 2020」バーチャルサポーター
- 「SIXTY60」にキズナアイが選出されました
- 星出宇宙飛行士交信イベントの応援サポーター
- 大正大学学長就任式
- 「The Beauty Week Awards」を受賞
- 日本サニパック株式会社応援団長

## 出演

### テレビアニメ
- 魔法少女サイト（2018年、サイト管理人 捌）[47]
- INGRESS THE ANIMATION（2018年、ニュースキャスター）[115]
- META RUNNER Season 2 （2020年、オーストラリアのアニメ）[116]
- 絆のアリル（2023年、キズナアイ〈本人〉[117]）

### テレビ番組
2018年
- サンデージャポン（7月15日、TBSテレビ）
  - キズナアイのBEATスクランブル→キズナアイのばん組→のばん組（4月 - 2019年3月、BS日テレ）
  - のとく番〜アイは世界を繋ぐ〜（12月1日）

- ズームイン!!サタデー（12月1日、日本テレビ）
  - パネルクイズ アタック25（12月23日、朝日放送テレビ）

2019年
- NHKバーチャルのど自慢（1月2日、NHK総合）ゲスト
- news zero（1月11日、日本テレビ）
- バズリズム02（4月19日、日本テレビ）
- ZIP!（4月26日、日本テレビ）
- スッキリ（4月26日、日本テレビ）
- ヒルナンデス! (4月26日、日本テレビ)
  - 月イチのてぇてぇTV（4月26日 - 9月27日、BS日テレ、毎月第4金曜）
  - てぇてぇTV（2019年10月18日 - 2020年9月25日、BS日テレ、毎週金曜日）

- ゴールデンまなびウィーク（5月5日、日本テレビ）
- 人生が変わる1分間の深イイ話（8月19日、日本テレビ）
- BS日テレ4K特番 スタートダッシュ!! ももクロ仕立て（9月1日、BS日テレ）
- 関ジャム 完全燃SHOW（11月10日、テレビ朝日）
  - 鶴瓶&安住の放送局漫遊記 × のとく番（12月1日、BS日テレ）
  - のとく番〜アイは世界を繋ぐ〜2019（2019年12月1日）

- 第3回 ももいろ歌合戦（12月31日、BS日テレ・ニッポン放送・AbemaTVなど）

2020年
- NHKバーチャル紅白歌合戦（1月1日、NHK総合）
- 太田上田（7月7日、中京テレビ）
- しゅみじん。（7月28日、BS日テレ）
- ダウンタウンDX（7月30日、読売テレビ）
- KIBO宇宙放送局 開局特番（8月12日、BSスカパー!）
- NHKバーチャル文化祭（8月14日、NHK総合）
- ネプリーグ（11月2日、フジテレビ）
- 沼にハマってきいてみた『NiziU』（12月1日、NHK Eテレ）
- おはスタ（12月17日、テレビ東京）
- 第4回 ももいろ歌合戦（12月31日、BS日テレ・ニッポン放送・AbemaTVなど）

2021年
- ひるおび!（2月22日、TBSテレビ）
- スッキリ（3月5日、日本テレビ）
- 千鳥のクセがスゴいネタGP 超豪華クセキャラ大集結3時間SP（7月8日、フジテレビ）
- ダンス甲子園2021☆夏〜ホントウの仲間とつかむ日本一〜（8月22日、フジテレビ）

2022年
- 千鳥のクセがスゴいネタGP新春SP（1月1日、フジテレビ）

### Web番組とラジオ
- Count0（2018年12月31日）[139]
- VMZ（2019年12月27日 - 2020年12月27日、YouTube A.I.Channel）全6回+特別編[140]
- YuNiのオールナイトニッポンi（2020年3月25日）第11回ゲスト
- えなこの〇〇ラジオ（7月19日、文化放送インターネットラジオ『超!A&G+』）
- TOKYO NIGHT PARK（2020年8月11日・28日、J-WAVE）
- 802 Palette（2020年9月26日、FM802）
- GENZ（2020年12月23日、ZIP-FM）[141]
- 2021明治安田生命Jリーグ開幕FESTIVAL（2021年2月26日）
- MusicVket 2
- CONTACT YOU presented by DJ Kizuna AI Vol.1（2021年3月28日、Twitch）
- CONTACT YOU presented by DJ Kizuna AI Vol.2（2021年5月16日、YouTube・Twitch・Bilibili・TikTok LIVE）
- クリエイターズ・スタジオ with ボカコレ【木曜日】（2021年7月16日）
- Meet You presented by DJ Kizuna AI（2021年11月26日、YouTube・Twitch・Bilibili）

### ゲーム
全てキズナアイ（本人）役での出演。
2017年
- アヴァベルオンライン
- ミトラスフィア -MITRASPHERE-
- 蒼藍境界
- エイリアンのたまご
- 八月のシンデレラナイン（2018年）

2018年
- ネットクレーンゲーム とるモ
- 白猫テニス
- 逆転オセロニア
- ドールズオーダー
- クラッシュフィーバー
- ラブライブ! スクールアイドルフェスティバル
- 東京コンセプション

2019年
- グルーヴコースター ワイワイパーティー!!!!（2019年）
- テクテクテクテク
- プロジェクト東京ドールズ
- 一零計劃
- DanceDanceRevolution A
- アズールレーン
- 太鼓の達人
- WACCA
- オンゲキ SUMMER PLUS
- グルーヴコースター

2020年
- VGAME
- Cytus II
- エピックセブン
- ブイブイブイテューヌDLC

2021年
- Fall Guys: Ultimate Knockout
- フィギュアストーリー
- つぐのひ - アイの亡き声
- 機動都市X
- DUEL DREAM

2022年
- ファントム オブ キル

#### VRリズムゲーム
Kizuna AI – Touch the Beat!
2020年10月13日にOculus Questストアで配信のOculus Quest/Oculus Quest 2用VRリズムゲーム。自身の楽曲を収録。

### イベントとオンラインライブ
2017年
- 2017 AnimeJapan[40]
- Tokyo Game Show 2017[169]
- M.Y.Comicアニメゲームフェスティバル[170][171]
- 爱奇艺2017FUN盛典[171]

2018年
- Unite Tokyo 2018[172]
- A.I.Channel Fan Event 2018（3月18日）[173]
- Indie Games Festival 2018（4月28日）[174]
- ニコニコ超会議2018[175]
- AI Party! 〜Birthday with U〜（6月30日）[176]
- BILIBILI WORLD 2018
- 第19回台湾漫画博覧会[177]
- TOKYO GIRLS COLLECTION[178]
- C3AFA Jakarta 2018[179]
- WEIBO Account Festival in Japan 2018[170]
- 『Kizuna AI 1st Live “hello, world”』（東京・12月29日、大阪・12月30日）[180]

2019年
- Slush Tokyo 2019（2月23日）[181]
- A.I. Party! 2019 〰 hello, how r u? 〜（東京・8月29日、大阪・6月30日）[182]
- BILIBILI MACRO LINK VISUAL RELEASE 2019（7月19日[183]）
- SUMMER SONIC 2019（8月19日[29]）
- DIVE XR FESTIVAL（9月22日）[184]
- J-WAVE INNNOVATION WORLD FESTA 2019（9月28日[185]）
- A.I’ll meet you in 2019（通称：#あいみちゅ）（12月1日[186]）
- 第3回 ももいろ歌合戦（12月31日[132]、ももいろクローバーZライブイベント）

2020年
- 超人女子戦士 ガリベンガーV ヒロイン危機一髪!筋肉&妖怪大進撃!!（3月1日[187]）ライブ配信に変更[188]
- 以心伝心-BorderlessLive5G-（3月21日、日中同時VR音楽ライブ）無観客&ライブ配信[189]
- EVERYDAY with U!（6月29日、Mildom・Bilibili）[190]
- 花譜 2nd ONE-MAN LIVE ｢不可解弐Q1｣（10月10日）ゲスト
- Bilibili Macro Link VR 2020（12月19日 bilibili）[191]
- 東京コミコン
- 第4回 ももいろ歌合戦（12月31日、ももいろクローバーZライブイベント）

2021年
- Kizuna AI 2nd Live "hello, world 2020"（2020年12月29日→2021年1月23日 オンラインライブ[192]）機材トラブルのため延期[193]
- VTuber Fes Japan 2021（DAY1 1月30日 川口総合文化センター・リリア）[194]
- 日清食品 POWER STATION [REBOOT]「AI LOVE SAKU LIVE」（2月14日）[195]
- Kizuna AI Virtual US Tour[196]
  - DAY1 “Virtual Live From LA”（日本時間4月25日12:00）
  - DAY2 “Virtual Live From NY”（日本時間5月30日10:00）
- ガリベンガーV大感謝祭VTuberぜんぶ推しSP
- Kizuna AI 5th Birthday Live “A.I.Party 2021”（6月30日）[197]
- Kizuna AI Virtual Fireworks Concert（9月25日）Oculus Venues[198]，10月23日YouTube再配信
- SANRIO Virtual Fes in Sanrio Puroland（DAY2 12月12日）[199]
- ATOM TOKYO（12月25日）
- Virtual Music Award 2021（12月29日、立川ステージガーデン）[200]

2022年
- Kizuna AI The Last Live "hello, world 2022"（2月26日）[53]

2025年
- OffKai LIVE 2025 : Neon Summer Dreams（6月21日、サンノゼ・コンベンション・センター（英語版））[201]
- A.I.Party! 2025 ~It's all u~（6月30日、YouTube）[202]

## タイアップ

### 2017年
- VIRTUAL GATE イメージキャラクター（5月）[203]
- ゲーマーズ!CM（9月21日）[204]

### 2018年
- ローソン[205]
- ブルボン チーズおかき[206]
- 【SoftBank】新型iPhone【XS  MAX】發表會[207]
- 水陸両用バス スカイダック[208]

### 2019年
- アリータ: バトル・エンジェル[79]
- 日清食品 カップヌードル[209]
- ピーチ・ジョン[210]
- UCC BLACK[211]
- 資生堂[212]
- ラグビーワールドカップ CM（9月5日）[213]
- ポッキー＆プリッツの日 Let's おソロ PARTY! with キズナアイ（11月）[112]
- アベイル - コラボTシャツやパーカーなど[214]。
- ZONe Energy[215]

### 2020年
- TOKYO STARTUP GATEWAY[216]
- jam-muジャムム[217]
- So-net「#いちにちネットなし生活チャレンジ」[218]
- Samsung Galaxy「Again」MV[219]
- 長岡花火とあなたとキズナアイ[220]
- JRA 公式バーチャルナビゲーター[221]

### 2021年
- 日清やみつきオイル×キズナアイ
- VTuber MARKET
- A.I. Navigator

### コラボカフェ
- 「A.I.Channel」×アニメイトカフェ
  - アニメイトカフェ新宿（2018年5月29日 - 6月26日）[222]
  - アニメイトカフェ秋葉原高架下出張店（2018年7月13日 - 8月12日）[223]

### 期間限定ショップ
- キズナアイ年またぎLIMITED STORE（2017年12月29日 - 1月8日）[224]
- キズナアイ ダッシュストア（2018年4月14日 - 4月26日）[225]
- キズナアイ POP-UP STORE（2018年10月18日 - 11月18日）[226]
- Kizuna AI & YuNi Special Anniversary upd8 POP UP STORE（2019年6月30日）[227]
- キズナアイ 4th Anniversary POP UP STORE（2020年6月30日 - 7月14日）[228]
- 『キズナアイ』 Ani-Art POP UP SHOP in AMNIBUS STORE（2020年11月6日 - 11月22日）
- KizunaAI POP UP SHOP（2025年5月17日 - 6月8日、HMV＆BOOKS SHIBUYA・SHINSAIBASHI・online）[229]

## 関連作品

### 書籍
写真集
キズナアイ 1st写真集 AI（2018年3月16日発売、ISBN 978-4-04-069841-0、KADOKAWA）
公式コミックアンソロジー
バーチャルYouTuber キズナアイ公式コミックアンソロジー 〜トモダチをつくろう編〜（2018年6月30日発売、ISBN 978-4-04-072735-6、KADOKAWA）

#### 雑誌
- 拝啓、キズナアイです。（エッセイ 月刊ニュータイプ2018年7月号 - ）[231]。
- コンプティーク 2018年11月号
- CG WORLD vol.271
- commons&sense ISSUE60
- 『週刊ビッグコミックスピリッツ』35号
- 代々木アニメーション学院号外キズナアイＶｅｒ．
- ユリイカ 2018年7月号
- 週刊ビックコミックスピリッツ

### テレビアニメ（作品）
『絆のアリル』（きずなのアリル）のタイトルで、2023年4月から6月までテレビ東京ほかにてファーストシーズンが放送された。2023年10月から12月までセカンドシーズンが放送された。
本作のキズナアイは「バーチャルアーティストの最高峰『ラピンドール』を5度受賞した後、突如姿を消した伝説のバーチャルアーティスト』と設定されている。物語は、バーチャル世界で活躍する人材を育成するADENアカデミーを舞台に、さまざまな思いを抱いた少女たちがバーチャルアーティストを目指す内容となっている。

#### 登場人物

##### PathTLive
ミラク
声 - 日原あゆみ
真面目で直向きだが大事な日であるにも関わらず、寝過ごしそうになるなど、だらしない時もある。
クオン
声 - 川口莉奈
15位になってもひけらかさない謙虚な性格。スキルアップの理由などでBRTに加入した。「思い出は背中を押してくれる味方」という考えも持つ。
ノエル
声 - 貫井柚佳
過去の出来事から完璧にこだわり、自分にも他人にも厳しい性格だがアドバイスを惜しみ無く与える人柄を持つ。オリジナル歌詞で課題曲に挑戦したことが功を奏してランキング9位にまで上昇する。様々なことからコンプレックスを思い出すこともあるが、その度に克服する芯の強さを持つ。
クリス
声 - 小玉ひかり
本人曰く「輝いて見えた」ミラクに興味を持つ。
リズ
声 - 塙有咲
頭脳明晰で相手の本質を突く思慮深さを持つ。

##### BRT5
ニスカ
声 - 松岡侑李
仲間を何よりも信頼しており仲間のおかげで自分は頑張れると原動力にしている。アーティストとデザイナーの両立を目指している。
ジェシー
声 - 蘭笛
ニスカを高く評価している。
エリー
声 - 吉木悠佳
サラ
声 - 夏目妃菜
クオンをグループに誘う。
ハル
声 - 矢野妃菜喜

##### VICONIC
ジュア
声 - 南雲希美
宮沢賢治の詩をもじりながら説明するなど教養がある。
セア
声 - 月乃

##### 3DM8
ヒメナ
声 - 荒井瑠里
ゾーイ
声 - 古畑奈和
ソフィア
声 - 北原侑奈
幼い頃からプログラマーとして活動している。斬新な練習方法を発案することもある。

##### その他
キズナアイ
声 - キズナアイ
エイダ
声 - 植田佳奈
個性を大事にしており、あまりコラボ配信を好んでいない。オーリスとほ評価基準が正反対。

#### スタッフ
- 原作 - バーチャルYouTuber『キズナアイ』
- 原案 - 絆のリアルプロジェクト
- 監督 - 駒屋健一郎[117]
- シリーズ構成 - 赤尾でこ[117]
- キャラクターデザイン原案 - 森倉円、Asuna
- キャラクターデザイン - 朝香栞、森田二惟奈[117]
- 総作画監督 - 朝香栞、森田二惟奈、髙橋瑞紀[117]
- プロップデザイン - 談凱琪[117]
- CG監督 - 佐々木涼[117]
- 色彩設計 - 関本美津子[117]
- 美術監督 - 三宅昌和[117]
- 美術設定 - 金平和茂、佐南友理、小木斉之[117]
- 撮影監督 - 小池真由子[117]
- 編集 - 増永純一[117]
- 音響監督 - 明田川仁[117]
- 音響効果 - 安藤由衣[117]
- 音楽 - 坂部剛[117]
- 音楽プロデューサー - 木皿陽平、芳賀仁志
- CGアニメーションプロデューサー - 西山達也
- CGアニメーション制作 - ASTROBROS.
- プロデューサー - 中島直人、村松紗也子、吴倩莹、新井拓郎
- アニメーションプロデューサー - 大谷丞、吉信慶太、千野孝敏
- アニメーション制作 - WIT STUDIO、SIGNAL.MD[117]
- 製作 - 絆のアリル製作委員会

#### 主題歌
「mirAI wave!」
PathTLiveによるファーストシーズンオープニングテーマ。作詞は辻純更、作曲・編曲は藤原彩豊。
「寄花-Yosuga-」
#kznによるファーストシーズンエンディングテーマ。作詞・作曲・編曲はみきとP。
「Perfect World!!」
PathTLiveによるセカンドシーズンオープニングテーマ。作詞はEri Osanai、作曲はYUU for YOUと小久保祐希、編曲はYUU for YOU。
「じゃんけんほい！」
#kznによるセカンドシーズンエンディングテーマ。作詞・作曲・編曲はすりぃ。

#### 各話リスト
| 話数               | サブタイトル                 | 脚本               | 絵コンテ            | 演出               | 作画監督                                                 | 総作画監督                 | 初放送日           |                    |                    |                    |                    |                    |                    |                    |                    |                    |                    |                    |                    |                    |                    |                    |                    |                    |
| ファーストシーズン | ファーストシーズン           | ファーストシーズン | ファーストシーズン  | ファーストシーズン | ファーストシーズン                                       | ファーストシーズン         | ファーストシーズン | ファーストシーズン | ファーストシーズン | ファーストシーズン | ファーストシーズン | ファーストシーズン | ファーストシーズン | ファーストシーズン | ファーストシーズン | ファーストシーズン | ファーストシーズン | ファーストシーズン | ファーストシーズン | ファーストシーズン | ファーストシーズン | ファーストシーズン | ファーストシーズン | ファーストシーズン |
| ------------------ | ---------------------------- | ------------------ | ------------------- | ------------------ | -------------------------------------------------------- | -------------------------- | ------------------ | ------------------ | ------------------ | ------------------ | ------------------ | ------------------ | ------------------ | ------------------ | ------------------ | ------------------ | ------------------ | ------------------ | ------------------ | ------------------ | ------------------ | ------------------ | ------------------ | ------------------ |
| 第1話              | 〜もう一つのユーフォリア〜   | 赤尾でこ           | 駒屋健一郎 川並卓弘 | 松井郁洋           | 蘇詩宜                                                   | 朝香栞 森田二惟奈          | 2023年 4月4日      |                    |                    |                    |                    |                    |                    |                    |                    |                    |                    |                    |                    |                    |                    |                    |                    |                    |
| 第2話              | 〜出会いの引力〜             | 赤尾でこ           | 許平康              | 洪佩妮             | 髙橋瑞紀 上武優也 蔡孟書                                 | 髙橋瑞紀 朝香栞 森田二惟奈 | 4月11日            |                    |                    |                    |                    |                    |                    |                    |                    |                    |                    |                    |                    |                    |                    |                    |                    |                    |
| 第3話              | 〜ステージへの第一歩〜       | 小鹿りえ           | 駒屋健一郎 川並卓弘 | 國本一穂           | 福地祐香 玉井あかね                                      | 朝香栞 森田二惟奈          | 4月18日            |                    |                    |                    |                    |                    |                    |                    |                    |                    |                    |                    |                    |                    |                    |                    |                    |                    |
| 第4話              | 〜混迷のアンダンテ〜         | 市川十億衛門       | 山﨑香子            | 山﨑香子           | 蓑輪愛子                                                 | 髙橋瑞紀 朝香栞 森田二惟奈 | 4月25日            |                    |                    |                    |                    |                    |                    |                    |                    |                    |                    |                    |                    |                    |                    |                    |                    |                    |
| 第5話              | 〜言葉の色〜                 | 松村ゆかり         | 中村里美            | 松井郁洋           | 福地祐香 スタジオマスケット 嶋田聡史 山町桃々 長良尾襄治 | 朝香栞 森田二惟奈          | 5月2日             |                    |                    |                    |                    |                    |                    |                    |                    |                    |                    |                    |                    |                    |                    |                    |                    |                    |
| 第6話              | 〜完璧の理由〜               | 河口友美           | 洪佩妮              | 洪佩妮             | 新宮祐介 林可爲 富山大輔                                 | 髙橋瑞紀 朝香栞 森田二惟奈 | 5月9日             |                    |                    |                    |                    |                    |                    |                    |                    |                    |                    |                    |                    |                    |                    |                    |                    |                    |
| 第7話              | 〜葛藤のバトルフィールド〜   | 市川十億衛門       | 柘植孝              | 田中健太郎         | 西田美弥子 都竹隆治                                      | 朝香栞 森田二惟奈          | 5月16日            |                    |                    |                    |                    |                    |                    |                    |                    |                    |                    |                    |                    |                    |                    |                    |                    |                    |
| 第8話              | 〜憂いのティータイム〜       | 小鹿りえ           | 川畑喬              | サトウ光敏         | 小川麻衣 久慈陽子 斎藤美香 辻村歩                        | 髙橋瑞紀 朝香栞 森田二惟奈 | 5月23日            |                    |                    |                    |                    |                    |                    |                    |                    |                    |                    |                    |                    |                    |                    |                    |                    |                    |
| 第9話              | 〜予測不能のアルティメット〜 | 赤尾でこ           | 駒屋健一郎 川並卓弘 | うえだしげる       | 玉井あかね 柳昇希 金慶鎬                                 | 朝香栞 森田二惟奈          | 5月30日            |                    |                    |                    |                    |                    |                    |                    |                    |                    |                    |                    |                    |                    |                    |                    |                    |                    |
| 第10話             | 〜私らしくの意味〜           | 松村ゆかり         | 並木棹              | 粟井重紀           | 蓑輪愛子                                                 | 髙橋瑞紀 朝香栞 森田二惟奈 | 6月6日             |                    |                    |                    |                    |                    |                    |                    |                    |                    |                    |                    |                    |                    |                    |                    |                    |                    |
| 第11話             | 〜True color〜               | 河口友美           | 駒屋健一郎 川並卓弘 | 田中健太郎         | 櫻井拓郎                                                 | 朝香栞 森田二惟奈          | 6月13日            |                    |                    |                    |                    |                    |                    |                    |                    |                    |                    |                    |                    |                    |                    |                    |                    |                    |
| 第12話             | 〜運命のステージ〜           | 市川十億衛門       | 山﨑香子            | 山﨑香子           | 新宮祐介 林可爲 ヨし                                     | 髙橋瑞紀 朝香栞 森田二惟奈 | 6月20日            |                    |                    |                    |                    |                    |                    |                    |                    |                    |                    |                    |                    |                    |                    |                    |                    |                    |
| セカンドシーズン   |                              |                    |                     |                    |                                                          |                            |                    |                    |                    |                    |                    |                    |                    |                    |                    |                    |                    |                    |                    |                    |                    |                    |                    |                    |
| 第13話             | 〜激戦のプレリュード〜       | 市川十億衛門       | 柘植孝              | 松井郁洋 三橋和弥  | 福地祐香 朱暁林 陳玉峰 杭新华 楊國福 朱至峰              | 朝香栞 森田二惟奈          | 10月5日            |                    |                    |                    |                    |                    |                    |                    |                    |                    |                    |                    |                    |                    |                    |                    |                    |                    |
| 第14話             | 〜決意のデパーチャー〜       | 川辺美奈子         | 洪佩妮              | 阿波部竜太朗       | 蓑輪愛子 滝吾郎                                          | 髙橋瑞紀 朝香栞 森田二惟奈 | 10月12日           |                    |                    |                    |                    |                    |                    |                    |                    |                    |                    |                    |                    |                    |                    |                    |                    |                    |
| 第15話             | 〜わたしだけのザイル〜       | 西中千晶           | 島村大輔            | 國本一穂           | 蘇詩宜 櫻井拓郎 BigOwl                                   | 朝香栞 森田二惟奈          | 10月19日           |                    |                    |                    |                    |                    |                    |                    |                    |                    |                    |                    |                    |                    |                    |                    |                    |                    |
| 第16話             | 〜Answer〜                   | 河口友美           | 大槻敦史            | 仲畑ひな           | 新宮祐介 ヨし 林可爲 髙橋瑞紀                            | 髙橋瑞紀 朝香栞 森田二惟奈 | 10月26日           |                    |                    |                    |                    |                    |                    |                    |                    |                    |                    |                    |                    |                    |                    |                    |                    |                    |
| 第17話             | 〜片思いのライバル〜         | 松村ゆかり         | 大槻敦史            | 田中健太郎         | 蘇詩宜 村松尚雄 菊池一真 BigOwl                          | 朝香栞 森田二惟奈          | 11月2日            |                    |                    |                    |                    |                    |                    |                    |                    |                    |                    |                    |                    |                    |                    |                    |                    |                    |
| 第18話             | 〜初めての感情〜             | 小鹿りえ           | 洪佩妮              | 洪佩妮             | 蓑輪愛子 王佳軒                                          | 髙橋瑞紀                   | 11月9日            |                    |                    |                    |                    |                    |                    |                    |                    |                    |                    |                    |                    |                    |                    |                    |                    |                    |
| 第19話             | 〜それぞれのソリチュード〜   | 市川十億衛門       | 島村大輔            | 松井郁洋 三橋和弥  | 福地祐香 顾金秋 赵玲 杭新华 陈玉峰                       | 朝香栞 森田二惟奈          | 11月16日           |                    |                    |                    |                    |                    |                    |                    |                    |                    |                    |                    |                    |                    |                    |                    |                    |                    |
| 第20話             | 〜羽ばたきの行方〜           | 赤尾でこ           | 加藤もえ            | 仲畑ひな           | 新宮祐介 林可爲 ヨし                                     | 髙橋瑞紀                   | 11月23日           |                    |                    |                    |                    |                    |                    |                    |                    |                    |                    |                    |                    |                    |                    |                    |                    |                    |
| 第21話             | 〜友情のシューズ〜           | 西中千晶           | 柘植孝              | 田中健太郎         | 西田美弥子                                               | 朝香栞 森田二惟奈          | 11月30日           |                    |                    |                    |                    |                    |                    |                    |                    |                    |                    |                    |                    |                    |                    |                    |                    |                    |
| 第22話             | 〜未知数の私たち〜           | 川辺美奈子         | 阿波部竜太朗        | 阿波部竜太朗       | 蓑輪愛子 山田真也 馬場一樹 林可爲 ヨし                   | 髙橋瑞紀                   | 12月7日            |                    |                    |                    |                    |                    |                    |                    |                    |                    |                    |                    |                    |                    |                    |                    |                    |                    |
| 第23話             | 〜絶望のタイムリミット〜     | 市川十億衛門       | 中村里美 柘植孝     | 駒屋健一郎         | 玉井あかね                                               | 朝香栞 森田二惟奈          | 12月14日           |                    |                    |                    |                    |                    |                    |                    |                    |                    |                    |                    |                    |                    |                    |                    |                    |                    |
| 第24話             | 〜希望のコネクション〜       | 赤尾でこ           | 山﨑香子            | 山﨑香子           | 新宮祐介 蓑輪愛子 王佳軒 馬場一樹 林可爲 Calvin Zhong    | 髙橋瑞紀 朝香栞 森田二惟奈 | 12月21日           |                    |                    |                    |                    |                    |                    |                    |                    |                    |                    |                    |                    |                    |                    |                    |                    |                    |

#### 放送局
| 放送期間               | 放送時間                     | 放送局       | 対象地域   | 備考                 |
| ---------------------- | ---------------------------- | ------------ | ---------- | -------------------- |
| 2023年4月4日 - 6月20日 | 火曜 1:30 - 2:00（月曜深夜） | テレビ東京   | 関東広域圏 | 製作参加             |
|                        |                              | テレビ愛知   | 愛知県     |                      |
|                        |                              | テレビ大阪   | 大阪府     |                      |
| 2023年4月8日 - 7月1日  | 土曜 23:30 - 日曜 0:00       | アニマックス | 日本全域   | 製作参加 / BS/CS放送 |

| 配信開始日    | 配信時間                   | 配信サイト |
| ------------- | -------------------------- | --- |
| 2023年4月4日  | 火曜 2:00（月曜深夜） 更新 | バンダイチャンネル ABEMA dアニメストア DMM TV FOD Hulu Netflix Amazon Prime Video U-NEXT アニメ放題 Google Play |
|               | 火曜 12:00 更新            | HAPPY!動画 |
| 2023年4月6日  | 木曜 0:00（水曜深夜） 更新 | J:COMオンデマンドメガパック TELASA milplus auスマートパスプレミアム                                             |
|               | 木曜 12:00 更新            | ふらっと動画 |
| 2023年4月7日  | 金曜 0:00（木曜深夜） 更新 | ニコニコチャンネル ニコニコ生放送                                                                               |
| 2023年4月12日 | 水曜 10:00 更新            | Lemino |
| 2023年4月15日 | 土曜 0:00（金曜深夜） 更新 | アニマックスオンデマンド                                                                                        |

| 放送期間                  | 放送時間                     | 放送局       | 対象地域   | 備考                 |
| ------------------------- | ---------------------------- | ------------ | ---------- | -------------------- |
| 2023年10月5日 - 12月21日  | 木曜 0:00 - 0:30（水曜深夜） | テレビ東京   | 関東広域圏 | 製作参加 / 字幕放送  |
|                           | 木曜 1:35 - 2:05（水曜深夜） | テレビ大阪   | 大阪府     | 字幕放送             |
|                           | 木曜 2:05 - 2:35（水曜深夜） | テレビ愛知   | 愛知県     |                      |
| 2023年10月14日 - 12月30日 | 土曜 9:30 - 10:00            | アニマックス | 日本全域   | 製作参加 / BS/CS放送 |

| 配信開始日 | 配信時間 | 配信サイト |
| ---------- | -------- | --- |
| -          | -        | バンダイチャンネル ABEMA dアニメストア DMM TV FOD Hulu Netflix Amazon Prime Video U-NEXT アニメ放題 Google Play HAPPY!動画 J:COMオンデマンドメガパック TELASA milplus auスマートパスプレミアム ふらっと動画 ニコニコチャンネル ニコニコ生放送 Lemino アニマックスオンデマンド |

| テレビ東京 火曜1:30 - 2:00（月曜深夜）                                                                  | テレビ東京 火曜1:30 - 2:00（月曜深夜）                  | テレビ東京 火曜1:30 - 2:00（月曜深夜） |
| 前番組                                                                                                  | 番組名                                                  | 次番組                                 |
| --- | ------------------------------------------------------- | -------------------------------------- |
| クールドジ男子 ※1:30 - 1:45 英雄王、武を極めるため転生す 〜そして、世界最強の見習い騎士♀〜 ※1:45 - 2:15 | 絆のアリル ファーストシーズン ※アニマックスとの共同製作 | おかしな転生                           |
| テレビ東京 木曜0:00 - 0:30（水曜深夜）                                                                  |                                                         |                                        |
| キャプテン翼セレクション～Road toジュニアユース～ （テレビアニメ第4作のセレクション放送）               | 絆のアリル セカンドシーズン ※アニマックスとの共同製作   | 30歳まで童貞だと魔法使いになれるらしい |

#### BD
| 巻 | 発売日        | 収録話         | 規格品番  |
| -- | ------------- | -------------- | --------- |
| 1  | 2023年7月28日 | 第1話 - 第4話  | MOVC-0407 |
| 2  | 2023年8月25日 | 第5話 - 第8話  | MOVC-0408 |
| 3  | 2023年9月29日 | 第9話 - 第12話 | MOVC-0409 |

| 巻 | 発売日        | 収録話          | 規格品番  |
| -- | ------------- | --------------- | --------- |
| 4  | 2024年1月26日 | 第13話 - 第16話 | MOVC-0410 |
| 5  | 2024年2月23日 | 第17話 - 第20話 | MOVC-0411 |
| 6  | 2024年3月29日 | 第21話 - 第24話 | MOVC-0412 |

## ディスコグラフィ

### シングル

#### 音楽配信
| 発売日          | タイトル                                | 規格                   | レーベル                       | 備考                                                                 |
| --------------- | --------------------------------------- | ---------------------- | ------------------------------ | -------------------------------------------------------------------- |
| 2018年 7月15日  | Hello, Morning                          | デジタル・ダウンロード | upd8 music                     | [ 262 ]                                                              |
| 2018年 10月26日 | future base                             | デジタル・ダウンロード | upd8 music                     | [ 263 ]                                                              |
| 2018年 11月2日  | new world                               | デジタル・ダウンロード | upd8 music                     | [ 264 ]                                                              |
| 2018年 11月9日  | over the reality                        | デジタル・ダウンロード | upd8 music                     | [ 265 ]                                                              |
| 2018年 11月16日 | miracle step                            | デジタル・ダウンロード | upd8 music                     | [ 266 ]                                                              |
| 2018年 11月23日 | Hello, Morning（Pa's Lam System Remix） | デジタル・ダウンロード | upd8 music                     | [ 267 ]                                                              |
| 2018年 11月30日 | melty world                             | デジタル・ダウンロード | upd8 music                     | [ 268 ]                                                              |
| 2018年 12月7日  | hello,alone                             | デジタル・ダウンロード | upd8 music                     | [ 269 ]                                                              |
| 2018年 12月14日 | meet you                                | デジタル・ダウンロード | upd8 music                     | [ 208 ]                                                              |
| 2018年 12月21日 | mirai                                   | デジタル・ダウンロード | upd8 music                     | [ 270 ]                                                              |
| 2019年 3月22日  | AIAIAI（feat.中田ヤスタカ）             | デジタル・ダウンロード | upd8 music                     | テレビアニメ『バーチャルさんはみている』OP PV視聴回数1,000万再生突破 |
| 2019年 5月29日  | Say チーズおかき                        | デジタル・ダウンロード | upd8 music                     | ブルボン「チーズおかき」CM曲                                         |
| 2019年 6月30日  | Sky High                                | デジタル・ダウンロード | upd8 music                     | [ 273 ]                                                              |
| 2019年 8月16日  | キズナミ（cover）                       | デジタル・ダウンロード | ワーナーミュージック・ジャパン | きゃりーぱみゅぱみゅ楽曲のカバー曲                                   |
| 2020年 12月16日 | Touch Me                                | デジタル・ダウンロード | Kizuna AI Inc.                 | [ 275 ]                                                              |
| 2020年 12月30日 | Hello World                             | デジタル・ダウンロード | Kizuna AI Inc.                 |                                                                      |
| 2021年 6月25日  | First Light                             | デジタル・ダウンロード | Kizuna AI Inc.                 | [ 276 ]                                                              |
| 2023年 10月4日  | LINX                                    | デジタル・ダウンロード | Kizuna AI Inc.                 | [ 277 ]                                                              |
| 2025年 2月26日  | かもね                                  | デジタル・ダウンロード | PONY CANYON/KizunaAI           | [ 278 ]                                                              |
| 2025年 3月26日  | まざる                                  | デジタル・ダウンロード | PONY CANYON/KizunaAI           |                                                                      |
| 2025年 4月30日  | ホワイトバランス                        | デジタル・ダウンロード | PONY CANYON/KizunaAI           |                                                                      |

#### CDシングル / レコード盤
| 枚  | 発売日         | タイトル          | 規格品番                               | 発売元    | オリコン 最高位 | 備考                                |
| --- | -------------- | ----------------- | -------------------------------------- | --------- | --------------- | ----------------------------------- |
| 1st | 2019年 4月3日  | Precious Piece    | VTCL-35298 初回限定盤VTCL-35299 通常盤 | FlyingDog | 98位            | LAIDBACKERS-レイドバッカーズ-主題歌 |
| -   | 2019年 4月13日 | Hello, Morning EP | TYO12S1005 12inchピクチャー盤          | TOYOKASEI | -               | RECORD STORE DAY 限定               |

### アルバム
| 枚           | 発売日          | タイトル          | 規格品番                                                            | 発売元         | 収録曲 | オリコン 最高位 | 備考            |
| ------------ | --------------- | ----------------- | ------------------------------------------------------------------- | -------------- | --- | --------------- | --------------- |
| 1st album    | 2019年 5月15日  | hello, world      | XNAC-00001 通常盤XNAC-00002 CD+DVD XNAC-00003 初回限定生産盤/豪華版 | upd8 music     | 1. Hello, Morning 2. future base 3. new world 4. over the reality 5. miracle step 6. Hello, Morning（Pa's Lam System Remix） 7. melty world 8. hello, alone 9. meet you 10. mirai 11. AIAIAI | 19位            | [ 283 ] [ 284 ] |
| 1st EP       | 2020年 4月24日  | Replies           | KAMU-0002 通常盤KAMU-0002 特別盤                                    | Project A.I.   | 1. Awakening 作詞 - Kizuna AI & 柿本論理 / 作曲・編曲 - Misumi 2. the MIRACLE 作詞：水野良樹 / 作曲・編曲：水野良樹 & Yunomi 3. FL-AI-YER 作詞・作曲・編曲 - メゾネットメゾン 4. Again 作詞 - Kizuna AI & 柿本論理 / 作曲・編曲 - TAKU INOUE                                                                |                 | [ 285 ]         |
| 1st remix EP | 2021年 10月22日 | Fireworks Remixes |                                                                     | Kizuna AI inc. | 1. Hello, Morning (DJ TORA Remix) 2. hello, alone (MADFOX, SHADW Remix) 3. meet you (NEONMAFIA Remix) 4. the MIRACLE (HANABI Remix) 5. Hello, Morning (DJ TORA Extended Remix) 6. hello, alone (MADFOX, SHADW Extended Remix) 7. meet you (NEONMAFIA Extended Remix) 8. the MIRACLE (HANABI Extended Remix) |                 | [ 286 ]         |

### 参加作品
| 発売日          | タイトル                                            | 収録作品                                               | 規格品番                                                              | 発売元                                      | コラボレーション                | オリコン 最高位 | 備考                                                        |
| --------------- | --------------------------------------------------- | ------------------------------------------------------ | --------------------------------------------------------------------- | ------------------------------------------- | ------------------------------- | --------------- | ----------------------------------------------------------- |
| 2019年 3月1日   | The Light                                           | W&W SPECIAL JAPAN EDITION                              | ANTCD-A0000000235                                                     | avex EDM                                    | W&W ft. Kizuna AI               |                 | [ 287 ]                                                     |
| 2019年 4月17日  | ロボットハート                                      | 未来茶屋 vol.1                                         | MRC-10002                                                             | 未来茶レコード                              | アーティスト Yunomi             | 263位           | [ 288 ]                                                     |
| 2019年 10月30日 | Fireburst                                           | NEW GENE,inspired from Phoenix                         | KICS-3862                                                             | EVIL LINE RECORDS                           | TeddyLoid × Kizuna AI           | 89位            | 手塚治虫生誕90周年記念 『火の鳥』コンピレーション・アルバム |
| 2020年 9月23日  | ラブしいかりそめ                                    | 愛と花                                                 | KTR-017 AI editionKTR-018 KAF edition                                 | KAMITSUBAKI STUDIO                          | Kizuna AI×KAF Single            |                 | BOOTH限定盤                                                 |
| 2020年 10月28日 | HEART BEAT                                          | INSPIRE -加藤ミリヤTRIBUTE-                            | SRCL-11500〜2 完全生産限定盤SRCL-11503〜4 初回限定盤SRCL-11505 通常盤 | ソニー・ミュージックレーベルズ              | 加藤ミリヤ トリビュートアルバム |                 | [ 293 ]                                                     |
| 2020年 12月23日 | ガチャガチャきゅ〜と・ふぃぎゅ@メイト               | AKIBA-POPИSCRIPTER 〜MOSAIC.WAV GAME SONG COLLECTION〜 | GNCL-1329 初回限定盤GNCL-1330 通常盤                                  | NBCユニバーサル・エンターテイメントジャパン | MOSAIC.WAV トリビュート参加     | 116位           | [ 294 ]                                                     |
| 2021年 5月21日  | RADIO LOVE HIGHWAYNotice (Moe Shop feat. Kizuna AI) | RADIO LOVE HIGHWAY                                     |                                                                       | Kizuna AI Inc.                              | Kizuna AI & Moe Shop            |                 | [ 297 ]                                                     |
| 2021年 5月29日  | down 4 u                                            | parallel universe pt. 1                                |                                                                       | Chosen People                               | Alaina Castillo feat.Kizuna AI  |                 | [ 298 ]                                                     |
| 2021年 11月27日 | Here for youMelty Dreaming GIRL, Melty Dreaming BOY | Here for you                                           |                                                                       | Kizuna AI Inc.                              | Kizuna AI & DÉ DÉ MOUSE         |                 | [ 301 ]                                                     |
| 2022年 2月18日  | never stop my beat                                  | never stop my beat                                     |                                                                       | TORii                                       | DJ TORA, Kizuna AI              |                 |                                                             |

## 4人のキズナアイ
キズナアイは初期より活動する「1人目のキズナアイ」以外に3人の分裂体が存在する。下記はその3人の分裂体である。
loveちゃん
2019年6月8日誕生した2人目のキズナアイ。キュールな私。つけているアクセサリーは水色のシャープ（♯） 愛称は「loveちゃん」。一番賢い と自称するが、よくドッキリを仕掛けられる。特撮が大好き。新たな姿は右耳に#のイヤリングにピンクのロングヘアをまとめた柔らかい雰囲気のデザイン。

あいぴー
2019年6月15日に誕生した3人目のキズナアイ。すきぴな私。つけているアクセサリーは黄色いアスタリスク（＊） 愛称は「あいぴー」。ゲーム実況を担当することが多いが、ホラーは苦手。新たな姿は左耳に*のイヤリングに水色のショートヘアのスポーティーなデザイン。独立約2ヵ月後の2020年8月17日に楽曲「ういなつ」の発表を以って活動休止することが発表された 9月13日に楽曲完成を以って活動終了した。

爱哥（アイガー）
2019年6月30日に誕生した中国語をインストールした4人目のキズナアイ（绊爱）。愛称は「爱哥（繁体字: 愛哥、拼音: Ài gē アイガー）」。オリジナルの衣装が用意され、bilibiliでの活動がメインとなり、2019年12月1日に専用チャンネル『AIChannel中国绊爱』を開設する。

### 経緯
2019年5月25日より「キズナアイが4人いるって言ったら信じますか?」から始まる『キズナアイな日々』と題した動画シリーズが配信された。シリーズの動画内では、「キズナアイが4人いるって言ったら信じますか?」では、キズナアイが「動画制作の舞台裏を見せます」という触れ込みで、映像編集担当やゲームプレイ担当などキズナアイが住む白い空間には4人のキズナアイがおり、各々が作業を分業していることを動画の中で初めて明かした。
計10本の動画が投稿されたこのシリーズは、キズナアイが4人に分裂しながらより多くの人間と繋がるために多様性の可能性を広げようと新たなチャレンジをした。「表現方法が変わったら"わたし"は"ワタシ"」と題して自らのアイデンティティを検証しており、Live2Dやアニメ風の描画など表現方法を変えたり、頭に着けているトレードマークのカチューシャを外したりしゃべり方や声色を初音ミクなどに変えるなど、模索した。
6月8日に2人目のインストールが完了、6月15日に3人目のインストールが完了した。そして中国語をインストールした4人目が6月30日0時にインストールが終了し、6月30日の3周年誕生日イベント「AI Party! 2019 〜 hello, how ru? 〜」で初披露された。ライブの終盤でキズナアイは一連の動画について言及。「より私の可能性を広げていくために、よりたくさんの人間のみんなと出会うために、この決断をした」と述べている。
当初は、オリジナルも含め4人とも同一AIだとされ、それぞれ個別の呼称はなく、2人目と3人目は同一の衣装での活動となった。2019年12月4日に3人それぞれの愛称を募集して1000人以上の応募からloveちゃんとあいぴーに決定した。
2020年5月8日に、loveちゃんとあいぴーが新たなチャンネルを開設し活動することを発表、6月10日にシルエット公開、6月13日にビジュアル公開、6月15日より新しい姿で初配信をした。2人の新しい姿は古弥月がキャラクターデザインを担当している。

### 分裂騒動
一連のキズナアイの分裂にファンなどは波紋を呼んだ。『サマーソニック2019』の練習もありオリジナル（1人目）の動画投稿が減ったことなどで、視聴者からはオリジナルが引退するのではという心配の声や誹謗中傷も起こり、それに伴い同年8月16日に運営会社のActiv8が中国の動画共有サイト・bilibiliの公式アカウントにて声明を発表し、「初期ボイスモデルのKizuna AIに関して、活動を休止するというようなことはございません」と理解を求めた。また、プロジェクト立ち上げ前から「分人」というコンセプトがあったことを説明した。
2019年11月30日、プロデュース体制の再組織を発表。各々の判別がつきやすくなるように、それぞれモチーフとしたヘアピンのアクセサリーをつけるようになる。中国版キズナアイ・爱哥は、今後中国運営のバーチャルタレント事務所「哎咿多」（アイード）がすべてプロデュース・サポートすることも発表された。